# Evgenija Jakovlevna Bugoslavskaja
Evgenija Jakovlevna Bugoslavskaja (in russo Евгения Яковлевна Бугославская?; Mosca, 21 dicembre 1899 – Mosca, 30 maggio 1960) è stata un'astronoma sovietica.

## Biografia
Fu docente di astronomia all'Istituto astronomico Sternberg di Mosca. Come astronoma si occupò dell'astrometria, in particolare della posizione dei moti di pianeti minori e comete, nonché della costruzione di macchine fotografiche astrometriche a grandangolo. Fu autrice di uno dei manuali astrometrici più importanti della Russia.
In merito alla fisica solare, dimostrò tramite le sue fotografie che le emissioni coronali sono potenziate sulle regioni attive, contribuendo quindi alla fotometria e alla teoria della corona solare. Per mezzo del doppio astrografo da 15 pollici dell'istituto presso cui lavorava compilò un catalogo di misurazioni delle stelle doppie.